# Апарин, Николай Алексеевич
Николай Алексеевич Апарин (род. 21 марта 1912; Москва, Российская империя — октябрь 1981; Москва, РСФСР, СССР) — советский киноактёр, мастер эпизодических ролей в известных советских фильмах.

## Биография
Родился 21 марта 1912 года в Москве, в многодетной семье, где воспитывалось пятеро детей. Отец работал бухгалтером на кинофабрике Александра Ханжонкова, но умер когда Николай был маленьким. Мать занималась домашним хозяйством и детьми.
В 1920 году поступил учиться в школу № 10 в районе Рогожско-Симоновского родного города. Окончил шесть классов, в 1929 году пошёл истопником в 5-ю железнодорожную школу, которую окончил в 1930 году. Был учеником браковщика медных изделий на заводе «Монометр», где трудился до 1931 года.
Интересовался творчеством, занимался музыкой, являлся музыкантом в освобождённом оркестре Центрального аэрогидродинамического института им. Н. Е. Жуковского (ЦАГИ). Служил в рядах РККА в духовном оркестре 16-го Московско-Казанского железнодорожного полка войск ОГПУ, учился в музыкальном техникуме имени Гнесиных, но судьба Апарина свела его с кинематографией, куда попал по случайности. В середине 1970-х годов ушёл на заслуженный отдых. Играл в основном эпизодические роли в популярных советских картинах.
Ушёл из жизни в октябре 1981 года в Москве. Похоронен на Рогожском кладбище.

## Личная жизнь
У Апарина есть двое сыновей, Виктор (1942 г.р.) и Николай (1951 г.р.)

## Фильмография
- 1938 — Александр Невский — Михалка
- 1938 — Волга-Волга — участник самодеятельности
- 1939 — Минин и Пожарский — эпизод
- 1946 — Адмирал Нахимов — матрос
- 1949 — Падение Берлина — эпизод
- 1954 — Опасные тропы — эпизод
- 1957 — Случай на шахте восемь — эпизод
- 1958 — Девушка с гитарой — работник магазина
- 1958 — Олеко-Дундич — эпизод
- 1958 — Шли солдаты… — солдат
- 1959 — Судьба человека — пленный в церкви
- 1960 — Пять дней, пять ночей — пожилой солдат
- 1967 — Война и мир (четвёртый фильм) — эпизод

## Оценочные мнения
- По мнению киноведа Алексея Тремасова, актёр был открытым, общительным человеком, который обладал чувством юмора и любил заниматься хозяйством. Не чурался никакой домашней работы[1].